# كأس الاتحاد الإنجليزي 1900–01
كأس الاتحاد الإنجليزي 1900–01 (بالإنجليزية: 1900–01 FA Cup)‏ هو الموسم 30 من  كأس الاتحاد الإنجليزي. أقيم خلال الفترة 22 سبتمبر 1900 وحتى 20 أبريل 1901، والذي يشرف على تنظيمه الاتحاد الإنجليزي لكرة القدم، وكان عدد الأندية المشاركة فيه  32، وفاز فيه توتنهام هوتسبير.